# Junkers Jumo 223
Der Junkers Jumo 223 war ein wassergekühlter Zweitakt-Diesel-Flugmotor mit 24 Zylindern der Junkers Flugzeug- und Motorenwerke.
Der Kolbenmotor Jumo 223 hatte an den Ecken einer Raute angeordnet vier Kurbelwellen mit vier dazwischenliegenden Zylinderbänken zu je sechs Zylindern und zwölf Kolben. Je zwei der insgesamt 48 Kolben arbeiteten mit einem gemeinsamen Brennraum auf entgegengesetzte Kurbelwellen, wie auch bei den anderen Junkers-Zweitaktdieseln (Gegenkolbenmotor). Die Entwicklung begann etwa 1939 und wurde bis 1942 fortgesetzt, als die Strahltriebwerke die Entwicklungskapazität banden und das Projekt gestoppt wurde.
Der Motor war von Beginn an für den Antrieb einer gegenläufigen Doppelluftschraube vorgesehen und hatte ein entsprechendes Untersetzungsgetriebe mit einem Übersetzungsverhältnis von 3,86. Hub und Bohrung waren kleiner als beim Jumo 207, um das Drehzahlniveau erhöhen zu können. Außer einem Spülluftgebläse war auch ein Turbolader angebaut. Auf dem Prüfstand leistete die erste Ausführung 2.500 PS (1.839 kW) bei 4400 min−1. Der Motor lief nur auf dem Prüfstand. Eine Ausführung mit geändertem Turbolader war für eine Volldruckhöhe von 10.000 Metern konzipiert, wurde jedoch nicht mehr gebaut. Der projektierte Jumo 224 war in der Konstruktion ähnlich, jedoch mit 73 Litern Hubraum wesentlich größer.

## Technische Daten
- Bohrung: 80 mm
- Hub: 2 × 120 mm
- Hubraum: 29 l
- Verdichtung: 17:1
- Länge: 2370 mm
- Breite: 1240 mm
- Höhe: 1367 mm
- Trockenmasse: 1400 kg
- Leistung: 2.500 PS (1.839 kW) bei 4400 min−1